# Villacorta (Valderrueda)
Villacorta es una localidad española del municipio de Valderrueda, en la provincia de León, comunidad autónoma de Castilla y León.
La iglesia está dedicada a san Martín.

## Localidades limítrofes
Confina con las siguientes localidades:
- Al sureste con La Espina.
- Al sur con Cegoñal.
- Al suroeste con Soto de Valderrueda.
- Al noroeste con Valderrueda.

## Demografía
Evolución de la población
| Gráfica de evolución demográfica de Villacorta entre 2000 y 2017   |
|                                                                    |
| Población de derecho (2000-2017) según el padrón municipal del INE |

## Historia
Así se describe a Villacorta en el tomo XVI del Diccionario geográfico-estadístico-histórico de España y sus posesiones de Ultramar, obra impulsada por Pascual Madoz a mediados del siglo XIX:

Lugar en la provincia y diócesis de León, partido judicial de Riaño, audiencia territorial y capitanía general de Valladolid, ayuntamiento de Morgovejo. Situado a la margen izquierda del río Cea; su clima es frío. Tiene 56 casas; iglesia parroquial (San Martín), servida por un cura de término y libre colocación; y buenas aguas potables. Confina con Valderrueda, Guardo, Valcuende y Soto de Valderrueda. El terreno es de mediana calidad y le fertilizan las aguas del Cea. Producciones: granos, legumbres, lino y pastos; cría ganados, y alguna caza y pesca. Hay mucho arbolado de roble y leña. Población: 58 vecinos, 250 almas. Contribución: con el ayuntamiento.
Diccionario geográfico-estadístico-histórico de España y sus posesiones de Ultramar